# Центральный стадион Рованиеми
Центральный стадион — центральное спортивное сооружение Рованиеми.

## История
Стадион был открыт в 1953 году, а позже подвергся реконструкции в 1982 году.
Первоначально его планировалось отремонтировать осенью 2007 года. Однако руководство города Рованиеми решило отложить реконструкцию по крайней мере до 2008 года. Председатель Высшей футбольной лиги Ян Уолден заявил, что если РоПС поднимется в Высшую лигу, то ему больше не будет разрешено играть на стадионе, не удовлетворяющим требованиям лиги.
В конце июня 2008 года на стадионе началась реконструкция, когда были возведены осветительные мачты. Прожектора появились немного позже первоначального графика в начале сентября. Летом 2009 года был заменен искусственный газон и было построено новое служебное здание. За исключением четырех последних домашних матчей, РоПС провел еще одну домашнюю игру на поле Сусивуд. РоПС получил трёхкратный последовательный запрет на игры на неквалифицированном поле, а также избежал санкций со стороны лиги, даже несмотря на то, что в срок до 24 августа 2008 года не был выплачен штраф в размере 75 000 евро. Во время реконструкции на месте здания была обнаружена 105-летняя граната.
Летом 2015 года новая реконструкция была завершена. Открытие состоялось 10 июля 2015 года. Тогда был сыгран матч открытие в рамках Чемпионата Финляндии со столичным клубом ХИК. Новая главная трибуна была спроектирована Arkkitehtityöhuone Артто Пало Росси Тикка.

## Характеристика
На центральном поле есть три беговые дорожки, а на фронте - четвертая. Дорожки покрыты зелёным покрытием. Главная трибуна имеет 2 003 посадочных места и боковая трибуна на 800 мест.